# Тоне (Женева)
Тоне (фр. Thônex) — коммуна кантона Женева в Швейцарии. Здесь расположена часовая фабрика Rolex и фабрика по производству цветных карандашей Caran d'Ache. Первое упоминание местности под названием Tonnay относится к 1225 году. В 1816 году город перешёл по Туринскому договору от Сардинского королевства Женеве.